# William Lyon Mackenzie

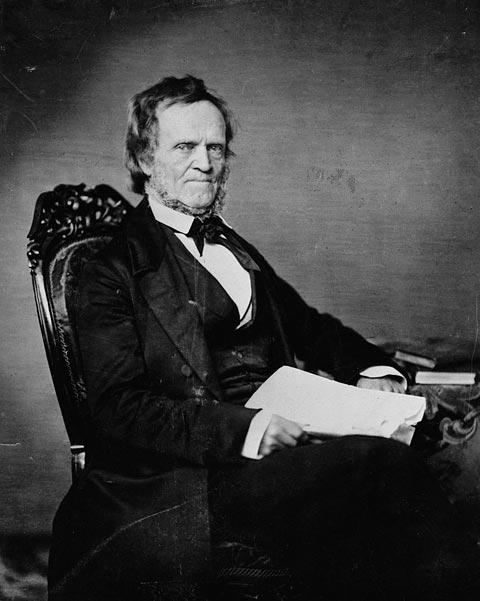
William Lyon Mackenzie

William Lyon Mackenzie (* 12. März 1795 in Dundee, Schottland; † 28. August 1861 in Toronto) war ein schottisch-kanadischer Politiker und 1834 erster Bürgermeister Torontos. Während des Oberkanada-Widerstandes 1837 spielte Mackenzie als Anführer eine wichtige Rolle. Er ist der Großvater von Premierminister William Lyon Mackenzie King.
Am 30. Mai 1949 ehrte die kanadische Regierung, vertreten durch den für das Historic Sites and Monuments Board of Canada zuständigen Minister, Mackenzie für sein Wirken während der Rebellionen von 1837 und erklärte ihn zu einer „Person von nationaler historischer Bedeutung“.

## Leben
Mackenzie kam 1795 als Sohn von Daniel und Elizabeth Mackenzie in Schottland zur Welt. Sein Vater starb drei Wochen nach seiner Geburt. William Lyon Mackenzie wuchs bei seiner tief religiösen Mutter auf und besuchte mit fünf Jahren die Grammar School in Dundee. Im Alter von 15 Jahren schrieb der belesene Mackenzie für die örtliche Zeitung Artikel und wurde Mitglied einer Gelehrtengesellschaft. Wegen mangelnder Arbeitsplätze wanderte er 1820 zusammen mit einem Freund nach Kanada aus, wo er zunächst beim Montreal Herald eine Anstellung fand. 1822 heiratete Mackenzie in Montreal Isabel Baxter (1805–1873), mit der er 13 Kinder hatte.
1824 gründete Mackenzie eine eigene Zeitung, den Colonial Advocate. Die Zeitung war als Sprachrohr für die 9. Parlamentswahlen von Oberkanada konzipiert. Nach finanziellen Schwierigkeiten zog Mackenzie mit der Zeitung nach York – dem heutigen Toronto. Da die Zeitung nur 825 Abonnenten hatte, hielten die finanziellen Schwierigkeiten an, so dass Mackenzie den Druck der Zeitung zwischen Juli und Dezember 1825 einstellen musste. Ungeachtet dieser Schwierigkeiten erlangte Mackenzie politische Bekanntheit und wurde Vorsitzender der in den 1830er Jahren gegründeten Reform Party of Upper Canada. Diese Funktion hatte er bis 1838 inne.
Am 27. März 1834 wurde Mackenzie erster Bürgermeister von Toronto, das am 6. März desselben Jahres von „York“ auf „Toronto“ umbenannt wurde. Er setzte sich damals gegen John Rolph durch. Mackenzies Amtszeit gilt als erfolglos, da er es nicht schaffte einen Großteil der vorrangigen Probleme der Stadt zu bewältigen. Bereits ein Jahr später löste ihn Robert Baldwin Sullivan als Bürgermeister ab. In den Folgejahren engagierte sich William Lyon Mackenzie bei den Parlamentswahlen und machte sich als radikaler Reformer in Oberkanada einen Namen. Sein Engagement gipfelte 1837 in der Führung der Rebellionen von Oberkanada.